# Rolf-feltet
Rolf-feltet var et producerende oliefelt, der ligger i den danske del af Nordsøen, det er fundet i år 1981 og sat i drift i 1986.
Der var 3 produktionsbrønde.
Reservoiret ligger på en dybde af 1800 m i kalksten af Danien og Sen Kridt-alder.
Indtil nu er der produceret 4,427 mio. m3 olie og 0,186 mia. Nm3 gas samt 6,861 mio. m3 vand. Der er ikke injiceret vand eller gas.
Operatør: Mærsk Olie og Gas A/S.
Akkumulerede investeringer 1,22 mia. kr.
Kilder
http://www.ens.dk/undergrund-forsyning/olie-gas/felter-produktion-danmark/felter-anlaeg/gorm-centret/rolf-feltet Arkiveret 13. august 2016 hos  Wayback Machine
55°36′00″N 4°31′00″Ø / 55.6°N 4.5167°Ø